# 福建省作家协会
福建省作家协会，简称福建省作协，是中华人民共和国福建省文学工作者组成的专业性人民团体，是中国作家协会的团体会员。其最高权力机构为福建省作家协会代表大会。

## 历届主席
- 第六届

2007年9月召开省作协第六次代表大会，选举主席杨少衡，副主席11人。
- 第七届

2018年6日至7日福建省作家协会第七次代表大会在福州召开。大会推选陈毅达为主席。
- 第八届